# Capellini

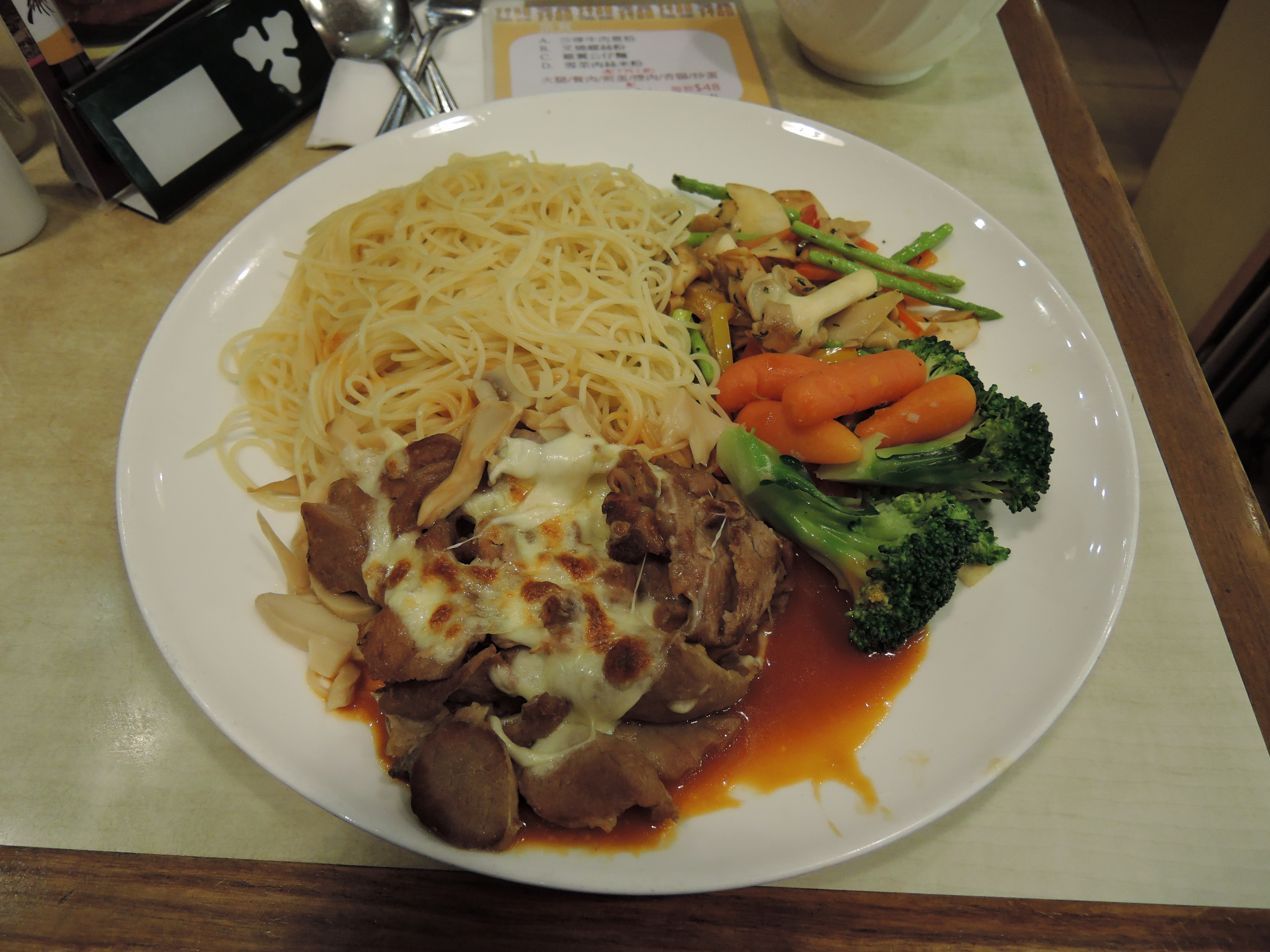
Makaron Capelli d'angelo z wołowiną, warzywami i serem

Capellini – odmiana cienkiego włoskiego makaronu o średnicy od 0,85 do 0,92 mm. Wyglądem przypomina długie, cienkie nitki. Jego nazwa oznacza dosłownie „małe włosy”. Odmiana  Capelli d'angelo (dosł. „anielskie włosy”) jest jeszcze cieńsza i ma średnicę pomiędzy 0,78 a 0,88 mm. Często jest sprzedawany w kształcie gniazd.
Capelli d'angelo jest popularny we Włoszech co najmniej od XIV wieku i słynie z delikatnej, lekkiej konsystencji. Przez swoją grubość najczęściej jest podawany z zupami lub z lekkimi sosami, np. z owocami morza, lub z warzywami. Wykorzystuje się go również do dań inspirowanych kuchnią azjatycką.